# Большая Юшуньская улица
Больша́я Юшу́ньская у́лица (с 1965 года до 1967 года — Больша́я Ишу́ньская у́лица) — улица в Юго-Западном административном округе города Москвы на территории района Зюзино.

## История
Улица получила современное название в 1967 году, до этого использовался вариант правописания Больша́я Ишу́ньская у́лица, полученное в 1965 году. Оба варианта названия были даны по селу Юшунь (Ишунь) на севере Крыма, возле которого в ноябре 1920 года шли ожесточённые бои с войсками П. Н. Врангеля во время Перекопско-Чонгарской операции.

## Расположение
Большая Юшуньская улица проходит от улицы Каховка и Севастопольской площади на юго-запад, у Нижнего Афонинского (Каховского) пруда поворачивает на юг и проходит до Балаклавского проспекта.
Через Севастопольскую площадь, фактически являющуюся продолжением Большой Юшуньской улицы за улицей Каховка, возможен проезд на Малую Юшуньскую улицу. Нумерация домов начинается от улицы Каховка.

## Примечательные здания и сооружения
По нечётной стороне:
По чётной стороне:
- Памятник защитникам неба Москвы — перед д. 14

## Транспорт
По улице на отрезке от метро «Каховская» до к/ст «Большая Юшуньская улица» в 2004 году была проложена тупиковая троллейбусная линия с разворотом. Подключение и ввод этой линии в эксплуатацию так и не состоялись.

### Автобус
- Конечная остановка «Большая Юшуньская улица» автобусов 67, 224, 273, 922, 926, 993 и с918; указанные автобусы проходят по участку улицы от улицы Каховка до конечной остановки/станции

### Метро
- Станции  Каховская и  Севастопольская — у северного конца улицы, на пересечении Азовской улицы с улицей Каховка и Чонгарским бульваром.
- Станция  Чертановская — в 1 км от южной части улицы.